# روبرتو كاريتيرو
روبرتو كاريتيرو (بالإسبانية: Roberto Carretero)‏ مواليد 30 أغسطس 1975 في مدريد، هو لاعب كرة مضرب إسباني سابق بدأ مسيرته كمحترف سنة 1993 وكان يلعب باليد اليمنى، اعتزل اللعب في 2001. أعلى تصنيف له في الفردي كان المركز الـ 58 في سنة 1996.

## روابط خارجية
- روبرتو كاريتيرو على موقع رابطة محترفي التنس (الإنجليزية)
- روبرتو كاريتيرو على موقع الاتحاد الدولي لكرة المضرب (الإنجليزية)
- روبرتو كاريتيرو على موقع خلاصة التنس.كوم (الإنجليزية)